# Clarín (газета, Аргентина)
Clarín («Клари́н») — ежедневная газета, издаётся в Буэнос-Айресе. Основана 28 августа 1945 года Роберто Нобле. Имеет формат таблоида с самым большим тиражом в Аргентине.

## История
Газета появилась в 1945 году и стала одной из первых, которые использовали формат таблоида в Аргентине с включением компактных фотографий в тексте. Несмотря на то, что газета позиционировала себя как свободная от политических влияний, она проповедовала политику антиперонизма. Брат Нобле был кандидатом в депутаты от партии Демократического союза. После военного переворота в стране, в 1955 году, газета открыто поддерживала Процесс национальной реорганизации и правящую власть. 25 марта 1976 года, в день государственного переворота, газета написала, что у страны появилась «новая надежда». В 1995 году открыт сайт газеты, ставший одним из самых популярных в стране и наиболее посещаемым сайтом новостей в испаноязычном сегменте интернета.

## Характерные признаки
- «Кларин» уделяет приоритетное внимание темам спорта и развлечений.
- В Буэнос-Айрес газета приходит раньше прочей прессы. В начале своей истории «Кларин» стоил в столице страны в два раза меньше, чем в прочих регионах.
- «Кларин» входит в Ассоциацию латиноамериканских газет.
- Газета специально пропускает все диакритические знаки в заглавных буквах.